# Cult (seriál)
Cult je americký dramatický televizní seriál, jehož autorem je Rockne S. O'Bannon. Premiérově byl vysílán v roce 2013 na stanici The CW. Celkově bylo natočeno 13 dílů, po první řadě byl kvůli nízké sledovanosti zrušen.

## Příběh
Novinář Jeff Sefton společně s asistentkou produkce Skye Yarrow zkoumá záhadná zmizení, která by mohla mít souvislost s populárním televizním seriálem Cult, na kterém Skye pracuje.

## Obsazení
- Matthew Davis jako Jeff Sefton
- Jessica Lucas jako Skye Yarrow
- Alona Tal jako Marti Gerritsen / v seriálu detektiv Kelly Collins
- Robert Knepper jako Roger Reeves / v seriálu Billy Grimm

## Vysílání
| Řada | Díly | Premiéra v USA | Premiéra v USA    |
| Řada | Díly | První díl      | Poslední díl      |
| ---- | ---- | -------------- | ----------------- |
| 1    | 13   | 19. února 2013 | 12. července 2013 |